# Lapwai
Lapwai es una ciudad ubicada en el condado de Nez Perce en el estado estadounidense de Idaho. En el censo de 2010 tenía una población de 1137 habitantes y una densidad poblacional de 541,97 personas por km².

## Geografía
Lapwai se encuentra ubicada en las coordenadas 46°24′13″N 116°48′15″O / 46.40361, -116.80417. Según la Oficina del Censo de los Estados Unidos, Lapwai tiene una superficie total de 2.1 km², de la cual 2.07 km² corresponden a tierra firme y (1.23%) 0.03 km² es agua.

## Demografía
Según el censo de 2010, había 1137 personas residiendo en Lapwai. La densidad de población era de 541,97 hab./km². De los 1137 habitantes, Lapwai estaba compuesto por el 16.62% blancos, el 0.35% eran afroamericanos, el 78.1% eran amerindios, el 0.09% eran asiáticos, el 0% eran isleños del Pacífico, el 0.7% eran de otras razas y el 4.13% pertenecían a dos o más razas. Del total de la población el 4.05% eran hispanos o latinos de cualquier raza.